# 帯解町
帯解町（おびとけちょう）は奈良県北西部、添上郡に属していた町。現在は奈良市の南部、帯解駅周辺にあたる。

## 歴史
- 1889年（明治22年）4月1日 - 町村制の施行により、添上郡 窪ノ庄村, 池田村, 柴屋村, 山村, 田中村, 今市村が合併し帯解村が成立。
- 1927年（昭和2年）11月3日 - 町制施行し、帯解町となる。
- 1955年（昭和30年）3月15日 - 富雄町、伏見町、辰市村、五ヶ谷村、明治村とともに奈良市へ編入され、消滅。

## 交通

### 鉄道路線
- 日本国有鉄道
  - 桜井線
    - 帯解駅

### 道路
- 主要地方道奈良丹波市線